# الانتخابات إلى عرش اليونان 1822-1832

الشعار

الانتخابات إلى عرش اليونان 1822-1832 هي انتخابات بدأت بعد وقت قصير من اندلاع حرب الاستقلال اليونانية ضد الدولة العثمانية (1821-1830)، وانتهت بعد عامين علي الاعتراف الدولي باستقلال البلاد. هو إلي حدٍ كبيرٍ بسبب تدخل القوى الأوروبية العظمي (المملكة المتحدة، وروسيا، وفرنسا) في الصراع بين الوطن الإغريقي الذي كانت تسيطر عليه الدولة العثمانية.[بحاجة لمصدر]